# Mobilisatiecomplex Baarle-Nassau
Het Mobilisatiecomplex Baarle-Nassau is een voormalig mobilisatiecomplex ten zuiden van het dorp Baarle-Nassau bij de grens met België.
Het complex was gebouwd in 1957 op de locatie van het voormalig treinstation Baarle-Nassau Grens. In 1984 en in 1986 waren er extra loodsen aan het terrein toegevoegd.
Het complex met een grootte van 19,03 hectare telde 36 gebouwen die allemaal gesloopt werden tussen 2010 en 2011.
Een deel van de oorlogsmunitie van dit complex was opgeslagen in het nabije munitiemagazijn Ulicoten.
In 2005 was het complex afgestoten als onderdeel van het Project Ontwikkeling Militaire Terreinen (PrOMT). Het terrein werd verkocht aan de Stichting Recreatie & Landschap en op 26 januari 2011 werd het beheer overgedragen door Dienst Landelijk Gebied.
In 2011 kwamen er plannen om een recreatiepark in het gebied te bouwen onder het plan "Grenzeloos Baarle". Het geplande terrein was inclusief het voormalige complex. Er kwamen plannen voor onder andere 275 woningen, een hotel, en een golfbaan op een terrein van 106 ha. Het actiecomité Buurtschap Baarle Grens en de werkgroep Leefbaarheid Zondereigen waren tegen de plannen. Ook sprak de Brabantse Milieufederatie zich uit tegen het park. De Raad van State heeft uiteindelijk de plannen tegengehouden.
Er is een vleermuistoren op het terrein van het complex gebouwd en het terrein is vrij toegankelijk. De vleermuistoren was gebouwd als een vervanging voor de loodsen.